# Циклон Б

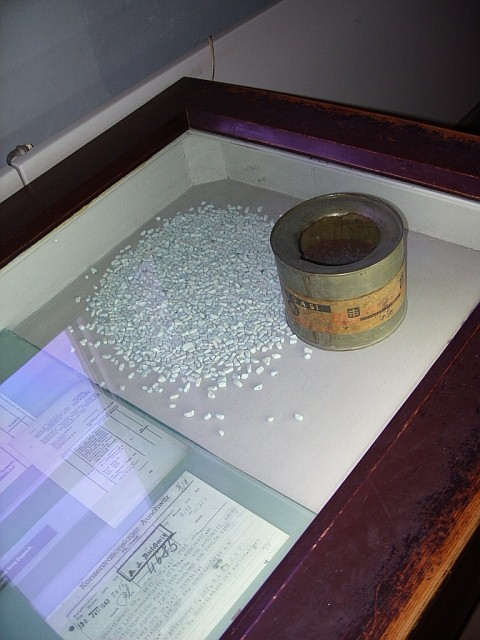
Жестяная банка Циклона Б и гранулы адсорбента (из экспозиции музея Аушвиц-1 в Освенциме)

«Цикло́н Б» (нем. Zyklon B) — пестицид на основе цианида, известный прежде всего использованием для массового уничтожения людей в газовых камерах лагерей смерти, создан в Германии в 1920-х годах. Он состоит из синильной кислоты, а также из раздражителя для глаз и одного из нескольких адсорбентов, таких как кизельгур. До 2015 года вещество производилось в Чехии, в городе Колине, под торговой маркой Uragan D2. В сентябре 2024 года Еврокомиссия выпустила постановление о полном запрете не только производства, но и использования пестицидов на основе синильной кислоты.
Цианистый водород — ядовитый газ, прекращающий клеточное дыхание, — был впервые использован в качестве пестицида в Калифорнии в 1880-х годах. Исследования фирмы Degesch в Германии привели к разработке Zyklon (позже известного как Zyklon A), пестицида, который выделяет цианистый водород при воздействии воды и тепла. Запрещён после Первой мировой войны, когда Германия использовала подобный продукт в качестве химического оружия.

## Химические и физические свойства
«Циклон Б» представляет собой насыщенный отравляющим веществом адсорбент (сначала диатомитовая земля, позже использовались высокопористые гипсовые гранулы). Ныне[когда?] (при производстве «Урагана Д2») адсорбент, насыщенный синильной кислотой, формируется в диски. В состав также входит 5 % предупреждающего вещества (метиловый эфир бромуксусной кислоты, лакриматор) и стабилизатор. Согласно данным фирмы-изготовителя, гранулы при комнатной температуре выделяют газ в течение двух часов; при более низкой — дольше.

## История
«Циклон Б» был разработан в 1922 году группой учёных (Вальтер Хердт, Бруно Теш и Герхард Петерс) под руководством Фрица Габера, лауреата Нобелевской премии по химии 1918 года. C 1911 года он был руководителем Института физической химии и электрохимии научного общества кайзера Вильгельма в Берлине, где возглавлял разработку боевых отравляющих веществ и методов их применения. Габер сам был евреем по национальности и в 1933 году, после прихода Гитлера к власти, был вынужден эмигрировать из Германии. Через год он умер в Швейцарии. Некоторые члены его семьи погибли в нацистских лагерях смерти.
«Циклон» производила фирма Degesch (нем. Deutsche Gesellschaft für Schädlingsbekämpfung GmbH — ООО «Немецкое общество борьбы с вредителями»), являвшаяся отделением корпорации Degussa с 1922 года. Команда химиков предприятия разработала метод упаковки цианистого водорода в герметичные канистры. Новый продукт стал известен как Zyklon B, чтобы отличать его от более ранней версии.
Продукт использовали для санитарной обработки одежды и фумигации кораблей, складов и поездов для уничтожения вредителей.
Нацисты начали использовать Zyklon B для массового уничтожения людей в лагерях смерти 3 сентября 1941 года, когда 600 советских военнопленных и 250 больных поляков были умерщвлены в подвале блока № 11 концлагеря «Освенцим». Второй опыт был проведён чуть позднее на 900 советских военнопленных в морге крематория № 1 того же лагеря. Приблизительно 1,1 миллиона человек были убиты с помощью этого метода, в основном, в Освенциме.
В настоящее время цианистый водород редко используется в качестве пестицида, но всё ещё имеет промышленное применение. Фирмы в нескольких странах продолжают выпускать Zyklon B под альтернативными торговыми марками, включая Detia-Degesch, преемника Degesch, который в 1974 году переименовал продукт в Cyanosil.

## Применение в концентрационных лагерях
Детальные исследования по вопросу использования «Циклона Б» в концентрационных лагерях, проведённые в период с 1979 по 1985 год Жаном-Клодом Прессаком, дали следующий результат:
- в процентном отношении минимальной части поставлявшегося в лагеря «Циклона Б» хватало для массового уничтожения людей, так как для умерщвления теплокровных форм жизни достаточна значительно меньшая дозировка (1/22 дозировки для беспозвоночных);
- «Циклон Б» требовался армии нацистской Германии и концентрационным лагерям для массовых убийств.

На процессе против управляющего фирмой Degesch, производившей «Циклон Б», было подсчитано, что 4 кг «Циклона Б» было достаточно для умерщвления 1000 человек.
Впервые для массового уничтожения людей «Циклон Б» был применён в сентябре 1941 года в лагере уничтожения Auschwitz по инициативе первого заместителя коменданта лагеря Карла Фрича к 600 советским военнопленным и 250 другим узникам. Комендант лагеря Рудольф Хёсс одобрил инициативу Фрича, и впоследствии именно в Освенциме этот препарат применялся для убийства людей в газовых камерах. С 10 декабря 1941 года в администрацию 8 концлагерей поступило распоряжение о проведении комиссиями врачей СС проверок и отбора заключённых и умерщвления газом всех заключённых, болевших больше 4 недель. Для умерщвления стал применяться газ «Циклон Б». В дальнейшем он широко применялся для уничтожения заключённых. Как правило, газовая камера была замаскирована под душевую, куда после этапа обманом заставляли войти узников. На крыше газовой камеры находился люк, открыв который, один из палачей концлагеря, надев противогаз, высыпал содержимое банки с «Циклоном Б» внутрь газовой камеры.
Рудольф Хёсс показал на Нюрнбергском процессе:
В июне 1941 года я получил приказ установить в Аушвице [Освенциме] оборудование для истребления евреев. Когда я оборудовал здание для истреблений в Аушвице, то приспособил его для использования газа «Циклон Б», который представлял собой кристаллическую синильную кислоту. Другим усовершенствованием, сделанным нами, было строительство газовых камер с разовой пропускной способностью в две тысячи человек, в то время как в десяти газовых камерах Треблинки можно было истреблять за один раз только по 200 человек в каждой.
Заместитель главного инспектора концентрационных лагерей Артур Либехеншель дал указание администрации 8 концентрационных лагерей о проведении комиссиями врачей СС проверок и отбора заключённых для осуществления «особого обращения Т-4-13», то есть распространения операции «Т-4» на лагеря, что подразумевало способ уничтожения посредством газа («13»).